# Kristina (hustru till Olaus Petri)
Kristina, möjligen Mikaelsdotter, död 1561, var den första lutherska prästfrun i Sverige. Hon var gift med reformatorn Olaus Petri.

## Biografi
Kristinas bakgrund är tämligen okänd. Hon var dotter till en Malin, gift med skräddaren Mikael Jönsson, men det är okänt om hon föddes i detta äktenskap. 12 februari 1525 gifte hon sig med Olaus Petri i Storkyrkan i Stockholm och det antas att mässan firades på svenska för första gången under vigseln. Biskop Hans Brask i Linköping, som var en av reformationens främsta motståndare i Sverige, menade att giftermålet var provocerande i sin offentlighet och högtidlighet. Giftermålet anses markera början på reformationen i det svenska riket och blev startskottet på den utveckling som ledde till att prästhushållet blev en central institution i det av lutherdomen präglade lokalsamhället.
Olaus Petri hade studerat i Wittenberg under åren 1516–1518. Där hade han mött Martin Luther och tagit intryck av de reformatoriska idéerna. Paret bör ha träffats efter det att Olaus Petri flyttade till Stockholm 1524 för att bli sekreterare för stadens råd och predikant i Storkyrkan. Olaus Petri hade 1520 avgivit celibatlöfte när han vigdes till diakon. Under den tidiga reformationen hade celibatsbrott genom äktenskap blivit ett bland reformatorerna populärt sätt att demonstrera att man var för den nya teologin som Martin Luther och de andra professorerna vid universitetet i Wittenberg stod för. Flera av Luthers studenter gifte sig, vilket orsakade stor skandal. Kristina bör alltså ha varit medveten om vad hon gjorde när hon gick med på att gifta sig med en diakonvigd man och vilka hot som väntade henne. Hans Brask, biskop i Linköping, reagerade på vigseln, fördömde den och menade att Olaus Petri genom att bryta sitt celibatlöfte var i bann enligt den kyrkliga rätten och att stora problem skulle uppstå när man senare skulle behöva lösa frågan om barnens arv. Gustav Vasa försvarade dock Kristinas och Olaus Petris äktenskap.
Kristina och Olaus Petri fick två barn. Av dessa blev dottern Elisabeth (född 1526) gift med kyrkoherden Ericus Petri och fick med honom fyra döttrar, av vilka tre avled som barn. Sonen Reginald (född 1527) skickades som 15-åring till Rostocks universitet där han erövrade magistergraden. Han synes sedermera permanent ha slagit sig ned i Tyskland och hans senare öden är okända. År 1552 blev Kristina Petri änka. Hon avled 1561.

## I konst och litteratur
Kristina är en av rollfigurerna i August Strindbergs drama Mäster Olof. Hon kallas där "Kristina, Gerts dotter" och har gjorts till barn till den fiktive Gert bokpräntare. Konstnären Bror Marklund har gjort en statyett av Kristina i serien "Mäster Olof", inspirerad av Strindbergs skådespel.